# Jean-Louis Baugnies
Jean-Louis Baugnies (Obourg, 17 juni 1957) is een Belgisch voormalig (baan-)wielrenner. Zijn zoon Jérôme Baugnies werd ook profwielrenner.

## Carrière
Baugnies won verschillende Belgische titels bij de amateurs en nam in 1976 deel aan de Olympische Spelen waar hij 12e werd in de individuele achtervolging. Hij behaalde bij de elite nog een tweede plaats op de achtervolging in 1981 maar behaalde geen grote resultaten bij de elite.

## Overwinningen

### Baan
| Jaar     | BK                                                  | EK       | WK       | Overige                              |
| Junioren | Junioren                                            | Junioren | Junioren | Junioren                             |
| -------- | --------------------------------------------------- | -------- | -------- | ------------------------------------ |
| 1975     | Achtervolging · Ploegenachtervolging                |          |          |                                      |
| Amateurs |                                                     |          |          |                                      |
| 1976     | Achtervolging · Ploegenachtervolging                |          |          | Olympische Spelen: 12e achtervolging |
| 1977     | Achtervolging · Ploegenachtervolging · Omnium       |          |          |                                      |
| 1978     | Achtervolging · 1km · ploegenachtervolging · Omnium |          |          |                                      |
| 1979     |                                                     |          |          |                                      |
| Elite    |                                                     |          |          |                                      |
| 1980     |                                                     |          |          |                                      |
| 1981     | Achtervolging                                       |          |          |                                      |